# La Cumbrecita (ort)
La Cumbrecita är en ort i Argentina.   Den ligger i provinsen Córdoba, i den centrala delen av landet, 700 km nordväst om huvudstaden Buenos Aires. La Cumbrecita ligger 1 450 meter över havet och antalet invånare är 854.
Terrängen runt La Cumbrecita är bergig. Runt La Cumbrecita är det glesbefolkat, med 10 invånare per kvadratkilometer.. Närmaste större samhälle är Villa Berna, 1,7 km öster om La Cumbrecita.
Trakten runt La Cumbrecita består i huvudsak av gräsmarker.